# Грацијан Сепи
Грацијан Сепи (Валкањ, 30. децембра 1910 — 6. март 1977) био је румунски фудбалер који је играо на позицији нападача.

## Биографија
Док је играо у првој лиги Румуније за Универзитатеу из Клужа, изабран је за фудбалску репрезентацију Румуније да игра на Светском првенству у Италији 1934. године. Тим је елиминисан у првом колу након пораза од Чехословачке резултатом 2 : 1.

## Трофеји

### Клуб

#### Венус Букурешт
- Прва лига Румуније (1): 1936–37

#### Рипенсија Темишвар
- Прва лига Румуније (1): 1937–38

### Репрезентација
- Балкански куп (2): 1929–31, 1933